# Herbert Scheithauer

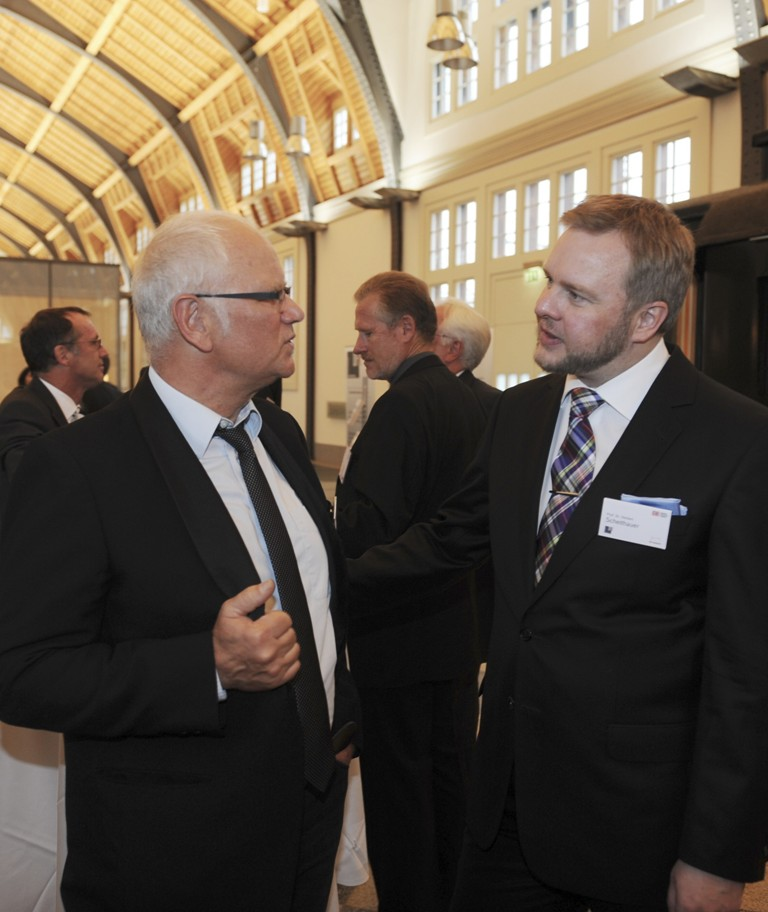
Herbert Scheithauer (rechts) im Gespräch mit Manfred Günther, Kaiserbahnhof Potsdam, 2011

Herbert Scheithauer (* 3. März 1970 in Bremen) ist ein deutscher Psychologe und Hochschullehrer an der FU Berlin. Er lebt in Bremen und Berlin. Bekannt wurde der Entwicklungswissenschaftler durch mehrere von ihm mitentwickelte Vorhaben zur Gewaltprävention an Schulen.

## Leben
Nach seinem Zivildienst studierte Scheithauer ab 1991 an der Universität Bremen Psychologie und Soziologie; 1998 erhielt er seinen Abschluss mit einer Diplomarbeit „Zum Zusammenhang von Depressiven Störungen, kritischen Lebensereignissen und Problemlösungsverhalten bei Jugendlichen“. Anschließend war er ab 1999 Wissenschaftlicher Mitarbeiter am Zentrum für Klinische Psychologie und Rehabilitation der Universität Bremen. Von 2000 bis 2001 war er Präventionsfachkraft beim Bremer Kinderschutz‐Zentrum des Deutschen Kinderschutzbundes, Thema: schulische Prävention. 2003 wurde er bei Franz Petermann zum Dr. phil. promoviert mit einer Dissertation über „Entwicklungsorientierte Metaanalyse geschlechtsspezifischer Formen aggressiven Verhaltens im Kindes‐ und Jugendalter“. Er blieb als Post‐Doc am Bremer Zentrum, bis er 2004 eine Juniorprofessur für Pädagogische und Entwicklungspsychologie an der FU Berlin erhielt. Seit 2010 ist er Professor für Entwicklungspsychologie und Klinische Psychologie an der FU.

## Leistungen
Neben Forschung und Lehre, die sich u. a. bezieht auf Themen wie Entwicklungspsychopathologie, biopsychosoziale Mechanismen der Entwicklung pro-/dissozialen Verhaltens, biopsychosoziale Grundlagen der ontologischen Entwicklung, Förderung sozial-emotionaler Kompetenz in Bildungseinrichtungen oder Prävention und Klinische Kinder- und Jugendlichenpsychologie hat Scheithauer in kurzer Zeit mehrere spezielle Projekte zur Gewaltprävention an Schulen präsentiert.

### Programme
Projekte (Beteiligung an aktuell implementierten Präventionsprogrammen):
- Papilio. Das Programm Papilio (www.papilio.de) ist ein entwicklungsorientiertes Programm zur Prävention von Verhaltensproblemen und Förderung sozio‐emotionaler Kompetenzen im Kindergartenalter.
- Fairplayer. Das Programm fairplayer.manual (www.fairplayer.de) ist eine manualisierte, strukturierte Präventionsmaßnahme, die unterrichtsbegleitend zur Förderung sozialer Kompetenzen und zur Prävention von Bullying eingesetzt wird.
- Fairplayer.sport. Das Programm fairplayer.sport (www.fairplayer‐sport.de) ist eine manualisierte, strukturierte Präventionsmaßnahme für die Arbeit mit Jugendmannschaften, mit dessen Hilfe Trainer in ihren Teams bewegungsorientiert soziale und moralische Fertigkeiten vermitteln und einüben können.
- Leaking‐Projekt. Dabei handelt es sich um ein empirisches Forschungsprojekt zu School Shootings und deren Ankündigungen an deutschen Schulen.[2]
- Netwass‐Projekt. Das aus dem Projekt „Berliner Leaking‐Projekt“ hervorgegangene Präventionsprogramm Networks Against School Shootings (NETWASS) wird, gefördert vom BMBF, in der Umsetzung in Schulen in drei Bundesländern evaluiert.
- Medienhelden. Es handelt sich um ein Programm zur Prävention von Cybermobbing und Förderung von Medienkompetenz, zur Integration in den Schulunterricht.

## Mitgliedschaften
- seit 2004 Berater der Stiftung Deutsches Forum für Kriminalprävention (DFK), seit 2008 ebendort Beirat
- seit 2006 Fachbeirat des Medhochzwei-Verlags (früherer Psychotherapeutenverlag)
- seit 2008 Mitglied im Beirat des "BuddY e.V.", Düsseldorf
- seit 2008 Mitglied im wissenschaftlichen Beirat im Projekt „Konzeption und Evaluation eines Modularen Präventionskonzepts für Kinder aus suchtbelasteten Familien“ (Bundesministerium für Gesundheit)
- seit 2008 Mitglied im European Network of Early Childhood Interventions
- seit 2009: ERASMUS‐Beauftragter (Luxemburg)

## Auszeichnungen
- European Crime Prevention Award. ECPN für "Fairplayer" 2011.

## Schriften
Scheithauer veröffentlichte bislang zahlreiche Zeitschriftenaufsätze, Kongressbeiträge und Fachbuchbeiträge. Er ist Reviewer und Herausgeber von vielen Fachzeitschriften und hat mehrere Programme zur Prävention von Gewalt an Schulen publiziert. Die folgende Auswahl betrifft seine Monografien.
- mit H. Mayer, P. Heim, B. Barquero und U. Koglin: Papilio. Ein Programm für Kindergärten zur Primärprävention von Verhaltensproblemen und zur Förderung sozial‐emotionaler Kompetenz. 2. Auflage. beta‐Instituts Verlag, Augsburg 2007.
- mit C. Peter und S. Raith‐Kaudelka: Gehörlose Eltern – Hörende Kinder. CODATrainingsprogramm, mit DVD. Beltz, Weinheim 2010.
- mit F. Petermann, M. Kusch und K. Niebank: Entwicklungspsychopathologie. Ein Lehrbuch. Psychologie Verlags Union, Weinheim 1998.
- mit F. Petermann und K. Niebank (Hrsg.): Risiken in der frühkindlichen Entwicklung. Entwicklungspsychopathologie der ersten Lebensjahre. Hogrefe, Göttingen 2000.
- mit F. Petermann und K. Niebank: Entwicklungswissenschaft. Entwicklungspsychologie ‐ Genetik ‐ Neuropsychologie. Springer, Berlin 2004.
- mit F. Petermann, U. Petermann und M. Nehrke: Aggressionsdiagnostik. Hogrefe, Göttingen 2000.
- Aggressives Verhalten von Jungen und Mädchen. Hogrefe, Göttingen 2003.
- mit R. Bondü: Amoklauf und School Shooting. Bedeutung, Hintergründe und Prävention. Vandenhoeck & Ruprecht, Göttingen 2011.
- mit H. D. Bull: fairplayer.manual: Förderung von sozialen Kompetenzen und Zivilcourage ‐ Prävention von Bullying und Schulgewalt. Theorie‐ und Praxismanual für die Arbeit mit Jugendlichen und Schulklassen. 3. Auflage. niebank‐rusch‐Verlag, Bremen 2007.
- mit T. Hayer, K. Niebank (Hrsg.): Problemverhalten und Gewalt im Jugendalter. Erscheinungsformen, Entstehungsbedingungen und Möglichkeiten der Prävention. Kohlhammer, Stuttgart 2008.
- mit T. Hayer und F. Petermann: Bullying unter Schülern ‐ Erscheinungsformen, Risikobedingungen und Interventionskonzepte. Hogrefe, Göttingen 2003.
- mit C. Rosenbach und K. Niebank: Gelingensbedingungen für die Prävention von interpersonaler Gewalt im Kindes‐ und Jugendalter. Expertise im Auftrag der Stiftung DFK, Berlin. 2. Auflage. Deutsches Forum Kriminalprävention, Bonn 2008.